# 봉조하
봉조하(奉朝賀)는 조선시대 전직 고위관리를 예우하기 위해 품계에 따라 일정한 녹봉(祿俸)을 주도록 만든 벼슬로서 일종의 명예직(名譽職)이다. 원래 예종 때 나라를 위해 애쓴 관리들을 대상으로 벼슬을 내렸다. 봉조하 제도 도입 초기에는 임금의 특별한 명령이 있을 때에 간혹 정사(政事)에 참여하는 일이 있었기 때문에 국가 명예직인 원로 회의에 해당한다고 볼 수 있었으나, 점차 권한이 줄어 각종 의식 거행 등에만 참석했다. 또 초기에는 현직에서 물러난 관원에게 녹봉을 주기 위해 임명했으나 후대에는 관직에서 완전히 퇴임하는 치사(致仕)를 한 인물에 한해 봉조하로 임명하였다. 그리고 녹봉의 액수도 법이 바뀜에 따라 계속해서 낮아졌다.

## 직함
봉조하에 임명된 인물의 공식적인 직함 표기는 아래와 같다. '치사' 두 글자를 봉조하 앞에 붙이기도 하고, 줄여서 '봉조하'라고만 표기하기도 한다.
- 공신(功臣) 출신 봉조하 : OO군(君) 봉조하 (예를 들면, 상산군 봉조하 아무개)
- 기타 봉조하 : OO관직[某官某職] 봉조하 (예를 들면, 이조 판서 치사 봉조하 아무개)